# Richland County (North Dakota)
Das Richland County ist ein County im US-amerikanischen Bundesstaat North Dakota. Im Jahr 2010 hatte das County 16.321 Einwohner und eine Bevölkerungsdichte von 4,4 Einwohnern pro Quadratkilometer. Der Verwaltungssitz (County Seat) ist Wahpeton.
Ein Teil der überwiegend im benachbarten South Dakota liegenden Lake Traverse Indian Reservation der Sisseton Wahpeton Oyate, einer Untergruppe der Dakota, erstreckt sich in das Richland County.

## Geografie
Das County liegt im äußersten Südosten von North Dakota am Zusammenfluss von Bois de Sioux River und Otter Tail River zum Red River of the North. Dabei bilden der Bois de Sioux River und der Red River die Grenze zu Minnesota, während die Südgrenze des Countys zugleich die Grenze zu South Dakota bildet. Das County hat eine Fläche von 3744 Quadratkilometern, wovon 23 Quadratkilometer Wasserfläche sind. Es grenzt an folgende Nachbarcountys:
|                              | Cass County                   |                             |
| Ransom County Sargent County |                               | Wilkin County (Minnesota)   |
|                              | Roberts County (South Dakota) | Traverse County (Minnesota) |

## Geschichte
Das Richland County wurde 1873 gebildet. Benannt wurde es nach Morgan T. Rich, einem frühen Siedler in diesem Gebiet.
Zwölf Bauwerke und Stätten des Countys sind insgesamt im National Register of Historic Places eingetragen (Stand 1. April 2018).

## Demografische Daten
Nach der Volkszählung im Jahr 2010 lebten im Richland County 16.321 Menschen in 6483 Haushalten. Die Bevölkerungsdichte betrug 4,4 Einwohner pro Quadratkilometer. In den 6483 Haushalten lebten statistisch je 2,35 Personen.
Ethnisch betrachtet setzte sich die Bevölkerung zusammen aus 95,1 Prozent Weißen, 0,7 Prozent Afroamerikanern, 2,3 Prozent amerikanischen Ureinwohnern, 0,6 Prozent Asiaten, 0,1 Prozent Polynesiern sowie aus anderen ethnischen Gruppen; 1,3 Prozent stammten von zwei oder mehr Ethnien ab. Unabhängig von der ethnischen Zugehörigkeit waren 2,1 Prozent der Bevölkerung spanischer oder lateinamerikanischer Abstammung.
21,2 Prozent der Bevölkerung waren unter 18 Jahre alt, 63,5 Prozent waren zwischen 18 und 64 und 15,3 Prozent waren 65 Jahre oder älter. 48,2 Prozent der Bevölkerung war weiblich.

Das jährliche Durchschnittseinkommen eines Haushalts lag bei 48.908 USD. Das Pro-Kopf-Einkommen betrug 25.835 USD. 10,6 Prozent der Einwohner lebten unterhalb der Armutsgrenze.

## Ortschaften im Richland County
Citys
| - Abercrombie - Barney - Christine - Colfax - Dwight | - Fairmount - Great Bend - Hankinson - Lidgerwood - Mantador | - Mooreton - Wahpeton - Walcott - Wyndmere |

Unincorporated Communities
| - Barrie - Bayne - Blackmer - Elmore - Enloe - Fairview Junction | - Farmington - Galchutt - La Mars - Lithia - Moselle - Oswald | - Pitcairn - Power - Sonora - Stiles - Tyler |

## Gliederung
Das Richland County ist in 14 Citys und 36 Townships eingeteilt:
| Township             | Einw. (2010) | FIPS     |
| -------------------- | ------------ | -------- |
| Abercrombie Township | 268          | 38-00140 |
| Antelope Township    | 110          | 38-02540 |
| Barney Township      | 134          | 38-04980 |
| Barrie Township      | 191          | 38-05060 |
| Belford Township     | 122          | 38-05860 |
| Brandenburg Township | 102          | 38-09020 |
| Brightwood Township  | 203          | 38-09340 |
| Center Township      | 465          | 38-13220 |
| Colfax Township      | 241          | 38-15220 |
| Danton Township      | 135          | 38-17980 |
| Devillo Township     | 84           | 38-19380 |
| Dexter Township      | 67           | 38-19540 |

| Township           | Einw. (2010) | FIPS     |
| ------------------ | ------------ | -------- |
| Duerr Township     | 118          | 38-20740 |
| Dwight Township    | 313          | 38-21260 |
| Eagle Township     | 252          | 38-21300 |
| Elma Township      | 78           | 38-23620 |
| Fairmount Township | 90           | 38-25340 |
| Freeman Township   | 40           | 38-28500 |
| Garborg Township   | 96           | 38-29060 |
| Grant Township     | 102          | 38-32620 |
| Greendale Township | 104          | 38-33140 |
| Helendale Township | 104          | 38-37140 |
| Homestead Township | 90           | 38-38660 |
| Ibsen Township     | 105          | 38-39700 |

| Township               | Einw. (2010) | FIPS     |
| ---------------------- | ------------ | -------- |
| LaMars Township        | 78           | 38-44500 |
| Liberty Grove Township | 114          | 38-46420 |
| Mooreton Township      | 117          | 38-54260 |
| Moran Township         | 70           | 38-54340 |
| Nansen Township        | 86           | 38-55340 |
| Sheyenne Township      | 51           | 38-72620 |
| Summit Township        | 217          | 38-76940 |
| Viking Township        | 67           | 38-82140 |
| Walcott Township       | 326          | 38-82820 |
| Waldo Township         | 103          | 38-82900 |
| West End Township      | 39           | 38-84700 |
| Wyndmere Township      | 82           | 38-87780 |